# 390.
390. je deseto desetletje v 4. stoletju med letoma 390 in 399. 